# جورجيت قليني
الدكتورة جورجيت صبحي قليني وزيرة الدولة للهجرة وشئون المصريين بالخارج سابقاً في جمهورية مصر العربية. شغلت منصب وزيرة الخارجية منذ 21 فبراير 2011. حاصلة علي الدكتوراه في القانون التجاري الدولي وتعمل محامية وسبق لها العمل رئيسا للنيابة ثم تولت العمل بإدارة التشريع بوزارة العدل كأول سيدة تشارك في العمل بهذه الإدارة[بحاجة لمصدر] ومثلت مصر في لجنة قانون التجارة الدولية بالأمم المتحدة 4 دورات حتى اختيارها عضوا معينا بمجلس الشعب في دورتيه السابقة والحالية وعضوا بالمجلس القومي لحقوق الإنسان.